# Jesús Pretell
Jesús Emanuel Pretell Panta, né le 26 mars 1999 à Sechura au Pérou, est un footballeur péruvien qui joue au poste de milieu défensif au Sporting Cristal.

## Biographie

### Carrière en club
Formé à l'Atlético Grau de Piura, Jesús Pretell arrive en 2015 au Sporting Cristal et intègre les équipes de jeunes du club. 
Prêté à l'Universidad San Martín, il fait ses débuts en 1re division péruvienne le 4 février 2018 face à l'Ayacucho FC (victoire 4-0). De retour de prêt au Sporting Cristal, il joue son premier match avec ce club le 16 février 2019 contre le Sport Huancayo. Il est prêté au FBC Melgar en 2020.
Pretell a l'occasion de jouer trois éditions de la Copa Libertadores avec le Sporting Cristal en 2019, 2021 et 2023, soit un total de 16 rencontres sans marquer de but.

### Carrière en équipe nationale
International péruvien, Pretell fait ses débuts en sélection le 9 juin 2019 contre la Colombie en match amical (défaite 0-3). Il fait partie de la liste de joueurs convoqués par le sélectionneur Ricardo Gareca afin de disputer la Copa América 2019 au Brésil, mais reste sur le banc durant toute la compétition.

## Palmarès
| Sporting Cristal - Copa Bicentenario (1) : - Vainqueur : 2021. |  | Pérou - Copa América : - Finaliste : 2019. |